# Sofcrosse
Sofcrosse (znany też jako Softcrosse i Soft lacrosse) - sport drużynowy, oparty na lacrosse. Jego zasady zostały skodyfikowane w latach 80. XX wieku. Jest używany głównie jako sport, w którym mogą się rozwijać młodzi zawodnicy, którzy w przyszłości staną się zawodnikami lacrosse.